# ㄸ
ㄸ (reviderad romanisering: ssangdigeut, hangul: 쌍디귿) är en av fem dubbelkonsonanter i det koreanska alfabetet. Den består av två stycken ㄷ.